# Igreja de Santa Quitéria de Meca
A Igreja de Santa Quitéria, também designada por Basílica de Santa Quitéria, Igreja Paroquial de Meca ou Santuário de Santa Quitéria de Meca, é uma igreja localizada no Largo de Santa Quitéria de Meca, na localidade de Meca, município de Alenquer, em Portugal.
Este belo exemplo de arquitectura neo-clássica, é considerada uma das mais belas do concelho de Alenquer, devido à sua unidade arquitectónica, apresentado inspirações na arquitetura do Convento de Mafra e uma grande aproximação estilística à Basílica da Estrela. A construção da igreja data do final do século XVIII.
Está classificada como Imóvel de Interesse Público, desde 1949, pelo Decreto n.º 37 366, DG n.º 70, de 5 de abril de 1949.

## A lenda da aparição da Imagem
Segundo a lenda, em 1238, uma imagem da santa terá aparecido na chamada, Quinta de S. Brás. No local em que hoje se situa a Basílica, havia antes uma pequena ermida na qual se prestava o culto à Santa.

## A atual Basílica de Meca
Só muitos anos mais tarde, no reinado de D.Maria I se deu a construção da atual Basílica, e sendo a monarca uma pessoa de grande fervor religioso, financiou as obras desta igreja. 
Através de uma inscrição, que se encontra sobre uma das janelas da fachada, podemos afirmar que as obras da construção desta igreja terminaram no ano de 1799.
No seu exterior a igreja apresenta-se com duas altivas e minuciosamente trabalhadas torres sineiras e uma bela e complexa fachada, dividida por seis pilastras de capitéis jónicos, que definem três partes distintas da fachada onde se abrem três janelões gradeados e três pórticos frontais de galilé. No centro apresenta-se um frontão com arcos contracurvados e uma grande profusão de fogaréus flamejantes. 
No seu interior apresenta uma planta em cruz latina precedida por galilé. Contém uma só nave, com um curto transepto, é bastante notável o seu trabalho de mármores e as suas pinturas.

### A Pintura
De todas as pinturas presentes nesta Basílica merecem ser destacadas as duas grandes telas dos altares do cruzeiro, representando, do lado do Envagelho "A Última Ceia" e do lado da Epístola a "Pregação de São João Batista" , o quadro representando a última ceia tem a assinatura do pintor Pedro Alexandrino. Também as pinturas presentes no teto, são dignas de referência, o teto em berço, na nave da igreja é de madeira forrada de tela, pintada com grisalhas, usando diversos tons de cores que se fundem numa bela harmonia criando uma perfeita ilusão de relevos, que envolvem vários medalhões, que retratam a vida e o martírio de Santa Quitéria. 
No coro alto possui ainda, um órgão datado de 1816 construído por António Xavier Machado e Cerveira que actualmente se encontra inoperacional. 

## A Romaria de Santa Quitéria de Meca
Esta romaria é uma das mais importantes do ciclo anual dos festejos das terras do Montejunto. A romaria é constituída  por uma procissão que é seguida pela famosa bênção de gado que toma ação no "cruzeiro" que se encontra em frente à igreja.